# Császárfalu
Császárfalu (németül: Kaisersdorf, horvátul: Kalištrof) község Ausztriában, Burgenland tartományban, a Felsőpulyai járásban.

## Fekvése
Felsőpulyától 10 km-re északnyugatra a Lánzséri-hegység keleti lábánál fekszik.

## Története
A Várvidéknek ez a része már a történelem előtti időkben is lakott volt. Az i. e. 2. században kelták éltek itt, akik már vaskohászattal is foglalkoztak. A római korban a terület Pannónia tartományhoz tartozott, majd a népvándorlás idején is lakott maradt. A germán törzseket avarok és szlávok követték. 800 körül Nagy Károly e területet az Ostmark tartományhoz csatolta és bajor, valamint frank telepesekkel telepítette be. A magyarok a 10. század elején terjesztették ki uralmukat erre a vidékre, mely a 12. században a lánzséri váruradalomhoz került.
A település első írásos említése 1570-ből származik "Cazszarfolwa" alakban. Nevét az uradalom akkori birtokosáról Császár Miklósról kapta, aki 1562-ben lett Lánzsér ura. Ebben az okiratban, mely Sopron vármegye adóösszeírása a falu "noviter plantata", azaz újonnan alapított településként szerepel. Alapítása néhány évvel előbbre tehető, mint azt az adóösszeírás említi, hiszen ebben az időben az újonnan alapított települések 6-12 évig adó és robot mentességet élveztek. Császárfalvára délről menekült horvátokat telepítettek, akik zömmel 1521 és 1561 között érkeztek erre a vidékre. Császárfalva a szomszédos Borosddal bár horvát lakossága csökkent, ma is horvát nyelvszigetet alkot a felsőpulyai járásban. 1579-ben mát állt a templom is, anyakönyveit 1724-től vezetik. A település első német nyelvű említése csak 1640-ben történt „Kayzersdorf” alakban. Császárfalván kezdettől fogva jelentős volt a szőlőtermesztés és a fakereskedés, melyre a falu kiterjedt erdei szolgáltattak olcsó faanyagot. A fát általában a soproni vásáron értékesítették. 1612-ben a település az uradalommal együtt az Esterházy család birtoka lett. 1647-ben nyílt iskolája, ahol a szomszédos Borosd gyermekei is tanultak. A kuruc háborúk megkímélték a települést, mely 1769-ben szerepel először térképen. A falu a napóleoni háborúkat is épségben átvészelte, azonban 1831-ben súlyos kolerajárvány pusztította és egy tűzvészben a település harmada is elpusztult. 1848 után a császárfalviak ismert sertéskereskedők voltak a Monarchia vásárain, de sokan éltek a mezőgazdaságból, kézművességből, erdei munkákból is.
Vályi András szerint " CSÁSZÁRFALVA. Kaiserdorf, Kalisdorf. Horvát falu Sopron Vármegyében, földes Ura Hertzeg Eszterházy Uraság, lakosai katolikusok, fekszik Soprontól három mértföldnyire, határja szorgalmatos miveltetés után tűrhető termékenységű, de egyéb fogyatkozásaira nézve, a’ harmadik Osztályba számláltatott."
Fényes Elek szerint " Császárfalu, németül Kaiserdorf, horvát falu, Sopron vármegyében, Sopronhoz délnyugotra 3 mfd., 600 kath. lak. Van 600 h. szántóföldje, 24 hold rétje, 800 hold urasági tölgyes fenyves erdeje. Birja h. Eszterházy."
1910-ben 1019, többségben horvát (846 fő) lakosa volt, jelentős német (154 fő) kisebbséggel. A magyarok száma 19 volt.
A trianoni békeszerződésig Sopron vármegye Felsőpulyai járásához tartozott, majd 1921-ben Ausztriához került. Az első világháborút követő nélkülözések közepette sok lakója vándorolt ki a tengerentúlra.  Horvát többségét 1934-ben veszítette el a település, mára a horvátok már csak a lakosság 28%-át alkotják. 1971-ben Császárfalu és Borosd egy nagyközségben egyesült, 1991-óta ismét önálló község lett.
2001-ben 527 lakosából, 13 szlovák, 354 német, 150 horvát, 10 egyéb nemzetiségű.

## Nevezetességei
- Szent Miklós püspök tiszteletére szentelt római katolikus plébániatemploma 1579-ben már állt. Híres barokk Szent Miklós oltárát 1747-ben készítették, az elpusztult lánzséri kamalduli kolostorból származik. A templomot 16. századi védőfal övezi.
- Szent Anna kápolnája 1911-ben épült.
- A Szent Alajos-kápolnát 1896-ban építették, 2000-ben renoválták.
- Szentháromság-oszlop.
- Szent Antal-oszlop
- Kollarich-kereszt

## Külső hivatkozások
- Hivatalos oldal Archiválva 2013. november 15-i dátummal a Wayback Machine-ben
- Császárfalu az Osztrák Statisztikai Hivatal honlapján
- Magyar katolikus lexikon